# Arrondissement di Laval
L'arrondissement di Laval è una suddivisione amministrativa francese, situata nel dipartimento della Mayenne e nella regione dei Paesi della Loira.

## Composizione
L'arrondissement di Laval raggruppa 88 comuni in 13 cantoni:
- cantone di Argentré
- cantone di Chailland
- cantone di Évron
- cantone di Laval-Est
- cantone di Laval-Nord-Est
- cantone di Laval-Nord-Ovest
- cantone di Laval-Saint-Nicolas
- cantone di Laval-Sud-Ovest
- cantone di Loiron
- cantone di Meslay-du-Maine
- cantone di Montsûrs
- cantone di Saint-Berthevin
- cantone di Sainte-Suzanne